# 624
624 је била преступна година.

## Догађаји

### Јануар
- 26. јануар – Напад на Накхлу, први успешан напад муслимана Медине, против племена Курејшија у Меки, изводи Абд Аллах ибн Јахш, који предводи пљачку каравана залиха.

### Фебруар
- 11. фебруар – Док се моли у месџид ал-Киблатајну у Медини, пророк Мухамед прима откривења од Бога о кибли, смеру молитве, да треба да буде окренут према Меки, а не према Јерусалиму током молитве, чиме почиње исламска традиција.
- Фебруар – Кинески генерал Ли Далианг предводи војску да поврати префектуру Ју, близу Сјуанченга у садашњој провинцији Анхуи, од вође побуњеника Фу Гонгшија.

### Март
- 13. март — Мухамедови следбеници победили су Курејшије из Мека у пресудној бици на Бедру.
- 25. март — Ираклије, цар Византије, са супругом, царицом Мартином и двоје деце, одлази из престонице Цариграда и не враћа се више од четири године.

### Април
- 9. април – Муслимани су започели опсаду Бану Кајнуке у данашњем Јатрибу у Саудијској Арабији, четири дана након што је Галиб ибн Абд Аллах ал-Лејти послао пророк Мухамед.
- 15. април – Цар Ираклије слави Ускрс у Никомедији (данас Измит), затим путује у Цезареју (сада Кајзери), да би током априла наставио у Теодосиопољ. Он води трупе у Јерменију и пљачка њен главни град Двин.
- 20. април – Ду Фувеј, кинески принц који се побунио против Кинеске династије Суи, а затим га је цар Гаозу од Танга наградио титулом „Принц од Вуа“, изненада умире од тровања, под сумњом да га је Емпер убио.
- 20. април – Цар Ираклије напада Сасанидско царство (сада Иран).
- 24. април – Свети Јуст је именован за новог кентерберијског архиепископа од стране папе Бонифације V након смрти архиепископа Мелита. Он надгледа слање мисионара у Нортамбрију у северној Енглеској да преобрате Англосаксонце у хришћанство.

### Јун
- 23. јун – Док је био у Ганзаку у данашњем северозападном Ирану, сасанидски цар Хозроје II је обавештен од стране војника који су избегли заробљавање да византијски цар Ираклије припрема изненадни напад. Хозроје шаље изасланике да обавести генерала Шарбараза да напусти кампању у Малој Азији и да га прати да се суочи са Ираклијем.
- Јун – Инвазију на Савик против муслимана изводи вођа Курејшија, Абу Суфјан ибн Харб.

### Август
- 12. август – Војска источно-турског каганата, предвођена Илиг Каганом, сукобила се са војском кинеске династије Танг, коју је предводио Таизонг, принц од Ћина и син цара Гаозуа, при чему су се борбе водиле западно од Бинџоуа у данашњој провинцији Шандонг.
- Август – Након смрти Кунајса ибн Худафе, пратиоца пророка Мухамеда, Кунајсова удовица Хафса бинт Омар добија право да се уда за Мухамеда.

### Новембар
- 11. новембар –  У данашњој Гватемали, Кʼиницх Иоʼнал Ахк, мајански владар Пиедрас Неграс, исклесао је стелу у част победе у бици

### Децембар
- 21. децембар — Група од 1.000 муслимана из Меке, предвођена Абу Суфјаном ибн Харбом, креће из Меке да заузме Медину, коју брани племе Бану Хазраџ, предвођено Абдулахом ибн Убајем. Две снаге ће се борити три месеца касније, 23. марта 625. године, у бици код Ухуда.
- Византијско-сасанидски рат: цар Ираклије напредује са експедиционим снагама (40.000 људи) дуж реке Аракс, уништавајући град тврђаву Двин, главни град Јерменије, и Нахичиван (савремени Азербејџан). Код Ганзака, Ираклије побеђује персијску војску и уништава чувени храм ватре у Такхт-е Солејману, важном зороастријском светилишту. Он зимује своју војску у Кавкаској Албанији да би прикупио снаге за следећу годину.

- Краљ Хозроје II повлачи већину својих трупа из Халкедона (Анадолија); он окупља три војске да ухвати и уништи Ираклијеве снаге. Персијанци одлазе у оближње зимовнике, али их Ираклије напада код Тигранакерта (Западна Јерменија), разбијајући снаге генерала Шахина Вахманзадегана и Шахраплакана.

- Визиготи под краљем Суинтилом поново заузимају византијске територије Шпаније (Андалузије), после 70 година окупације. Само Балеарска острва остају део Византијског царства.
- Еорпвалд је наследио свог оца Редвалда, као краљ независне Краљевине Источне Англије.
- Енциклопедија Иивен Леију је завршена током династије Танг, од стране кинеског калиграфа Оуианг Ксуна.